# Фране Перишин
Фране Перишин (роден на 13 юли 1960 година в Сплит) е хърватски филмов, театрален и телевизионен актьор.

## Биография
Израства в Кащел Камбеловац. Първите си актьорски стъпки обаче прави в родния град. Влиза в академия през 1980 година и пет години по-късно се дипломира в класа на професор Божидар Вилоич. От 1985 до 1987 година е член на трупата на Хърватския народен театър в Сплит, a оттогава до днес е член на трупата на театър „Марин Държич“ в Дубровник.
Изиграва около 90 театрални роли в редица театри – „Марин Държич“, Истрийския народен театър, Хърватския народен театър в Сплит, както и този в Мостар, Шибенския театър и др. Присъства на фестивалите „Дубровнишки летни игри“, „Сплитско лято“, „Задарско лято“, „Осиекско лято“, както и на Международния детски фестивал.
Зад гърба си има един неуспешен брак, като от бившата си съпруга Стана има две деца – син Анте и дъщеря Ана. Той обаче твърди, че със Стана поддържат отлични отношения. Има връзка с Марта Жегура, бивша телевизионна водеща. На 14 януари 2013 година им се ражда син, когото кръщават Андрия.
От години живее и работи в Дубровник, но пребивава и в Загреб.